# Maxime Isiah
Alain Maxime Isiah (ur. 19 grudnia 1977) – lekkoatleta z Saint Kitts i Nevis.
Startował na igrzyskach w 1996, na których startował w sztafecie 4 × 100 m. Drużyna zajęła 4. miejsce w drugim biegu eliminacyjnym z czasem 40,12 i nie zakwalifikowała się do półfinału. Jest najmłodszym olimpijczykiem z Saint Kitts i Nevis.

## Rekordy życiowe
- 100 m – 10,61 (2000)
- 200 m – 21,90 (2000)